# Lorraine Bracco
Lorraine Bracco (Bay Ridge, Nueva York, 2 de octubre de 1954) es una actriz estadounidense que ha sido candidata a los premios Oscar, Globo de Oro y Emmy y ganadora del Premio del Sindicato de Actores. Es conocida principalmente por sus papeles de Karen Hill en Goodfellas y Jennifer Melfi en la serie de HBO Los Soprano.

## Primeros años
Bracco nació en el barrio Bay Ridge de Brooklyn y creció en Hicksville, Long Island. Es de ascendencia italiana por parte de su padre y su madre es inglesa. En 1974 se mudó a Francia donde se convirtió en modelo de Jean-Paul Gaultier.

## Carrera profesional

### Los Soprano
Durante el proceso de casting de Los Soprano, Bracco fue elegida para el papel de Carmela Soprano, pero lo rechazó debido a que el papel podía ser similar al que ya había realizado antes en Goodfellas como esposa de un gánster. El papel de la psiquiatra Jennifer Melfi sería un desafío mayor.

## Vida privada
Bracco se ha casado y divorciado dos veces. Su primer matrimonio fue con Daniel Guerard a finales de los años 1970 hasta principios de los 80, después comenzó una relación con el actor Harvey Keitel que duró doce años. Tras su separación con Keitel, en 1994 se casó con Edward James Olmos y se divorció en 2002. Tiene dos hijos, Stella Keitel y Margaux Guerard.
Fue dueña de "Bracco Wines", una línea de vinos. Los vinos aparecieron en la final de la primera temporada de Top Chef en 2006. Fue invitada como jurado durante los dos últimos capítulos.
En mayo de 2007, habló en El show de Oprah Winfrey acerca de cómo venció la depresión clínica, y promocionó su libro acerca del tema, On the Couch.

## Filmografía destacada
- Someone to Watch Over Me (1987) - Ellie Keegan
- The Pick-up Artist (1987) - Carla
- Sea of Love (1989) - Denice Gruber (escenas eliminadas)
- Sing (1989) - Miss Lombardo
- The Dream Team (1989) - Riley
- Goodfellas (1990) - Karen Hill
- Swith (1991) - Sheila Faxton
- Talent for the Game (1991) - Bobbie
- Medicine Man (1992) - Dra. Rae Crane
- Radio Flyer (1992) - Mary
- Traces of Red (1992) - Ellen
- Being Human (1993) - Anna
- Even Cowgirls Get the Blues (1993) - Delores Del Ruby
- Getting Gotti (1994) - Diane Giacalone
- Hackers (1995) - Margo
- The Basketball Diaries (1995) - Mrs. Carroll
- Los Soprano (1999-2007) - Dra. Jennifer Melfi (TV)
- Riding in Cars with Boys (2001) - Mrs. Teresa Donofrio
- My Suicidal Sweetheart (2005) - Sheila
- Son of Mourning (2009) - Leda
- Rizzoli & Isles- Angela Rizzoli
- Pinocho (2022) - Sofia[4]
- The Union (2024) - Lorraine McKenna
- La fiebre de los ricos (2024) - Martha
- Nonnas (2025) - Roberta

## Premios y nominaciones
Premios Óscar
| Año  | Categoría               | Película   | Resultado |
| ---- | ----------------------- | ---------- | --------- |
| 1991 | Mejor actriz de reparto | Goodfellas | Nominada  |